# Kalmar FF Supporterunion
Kalmar FF Supporterunion är fotbollsklubben Kalmar FF:s officiella supporterklubb sedan sommaren 2010. KFFSU bildades 2008 och ordförande är Joakim Persson.  KFFSU är politiskt obundna och dess målsättning är att stötta Kalmar FF såväl på hemmaplan som på bortaplan.